# 黄宗德
黄宗德（1931年8月—），山东荣成人，中国人民解放军原52824部队副师职顾问，中国共产党党员。

## 生平
1931年8月，黄宗德出生在一个贫苦的农民家庭。由于家境贫困、人多粮少，1941年，10岁的黄宗德只读了一年小学就辍学，在附近村庄给地主富农打工。黄宗德年幼时即加入儿童团，为当地中共组织传递情报。1948年10月，17岁的黄宗德成为解放军胶东军区东海指挥部一名战士，并于次年加入中国共产党。他曾先后参加渡江战役、江西剿匪、朝鲜战争，并获得“二级战斗英雄”、胜利功勋荣誉章，荣立一等功、二等功各1次，并被朝鲜方面授予“一级国旗勋章”。2024年9月，获颁共和国勋章。